# Chiostri dei Girolamini

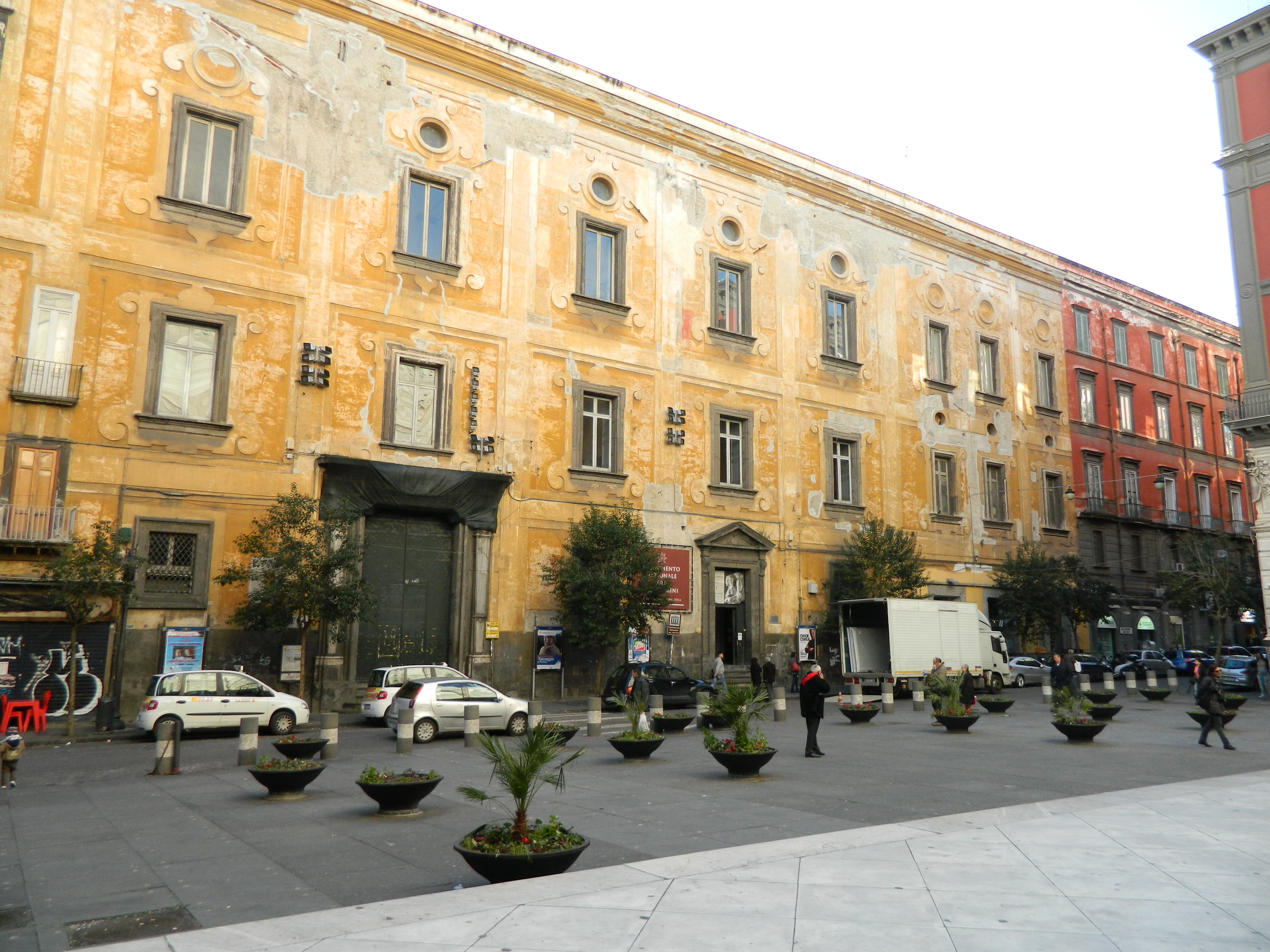
Prospetto del complesso monumentale dei Girolamini su via Duomo (prima dei recenti restauri)

I chiostri dei Girolamini sono due chiostri monumentali di Napoli facenti parte dell'omonimo convento religioso sito nel centro storico, di fronte al Duomo.
I chiostri sono:
- Chiostro piccolo, detto anche "maiolicato" o "della Porteria";
- Chiostro grande, o "degli Aranci".

Dopo il terremoto dell'Irpinia del 1980, i due chiostri furono abitati da famiglie rimaste senza dimora. Successivamente il luogo è stato oggetto di restauro riportando l'intera struttura al suo antico splendore, con particolare accortezza ai giochi geometrici dei giardini.

## Chiostro piccolo

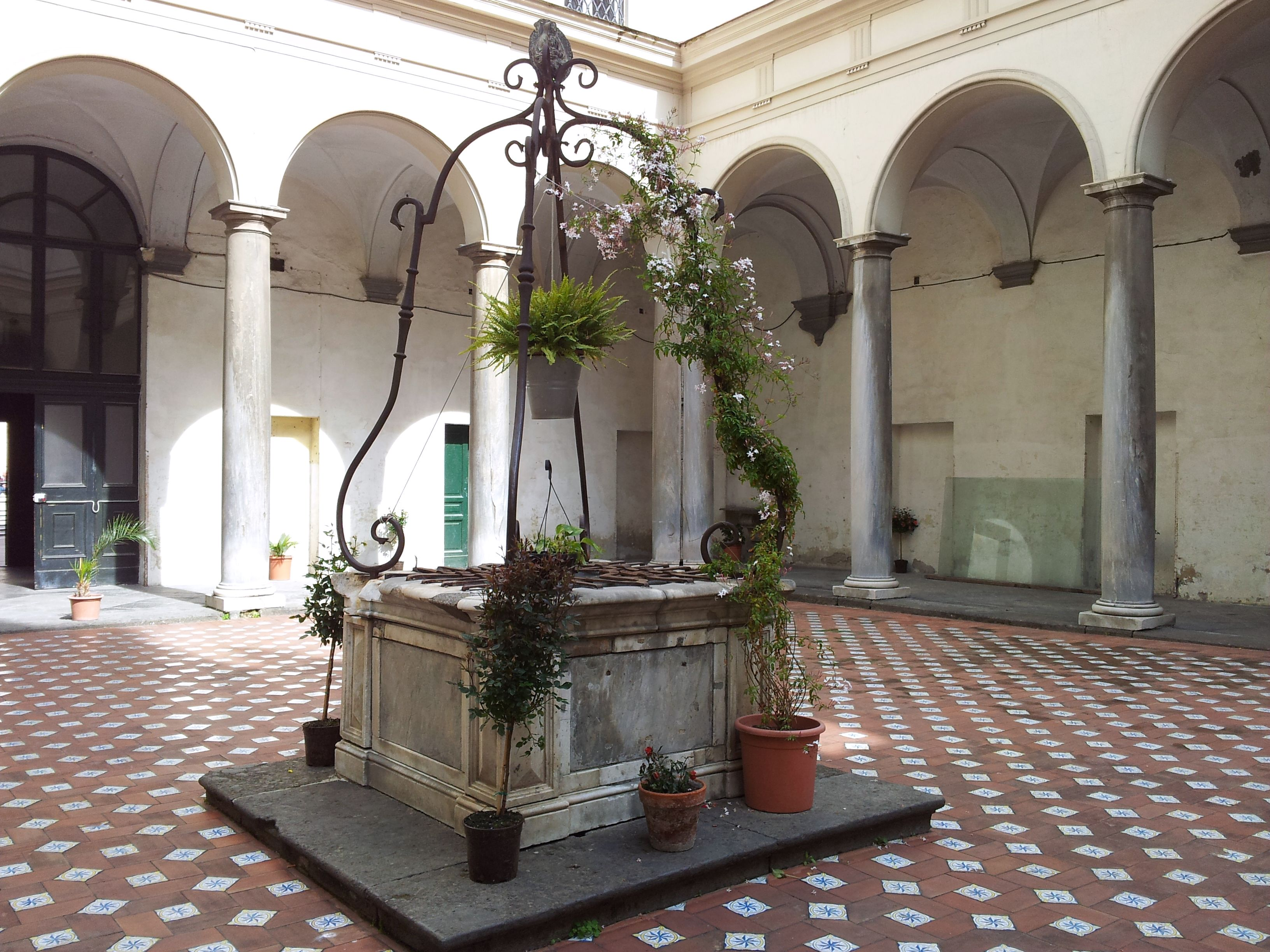
Il pozzo cinquecentesco del chiostro piccolo con il pavimento maiolicato.

Il chiostro piccolo, detto anche "della Porteria", è il più antico del complesso ed insiste sull'area occupata un tempo dal rinascimentale palazzo Seripando.
Venne costruito verso la fine del XVI secolo su disegno di Giovanni Antonio Dosio, il quale seppe trasformare una porzione dell'edificio nobiliare in un chiostro conventuale. La pavimentazione, di fine Ottocento, è costituita da un'alternanza di mattonelle in cotto a piastrelle in maiolica con fondo bianco e decorazioni blu.
A pianta quadrata, è circondato da colonne in marmo; queste, sorreggono le arcate, quattro per lato, mentre, ai quattro angoli, vi si trovano pilastri di piperno con due semicolonne. Al centro si trova un pozzo del tardo Cinquecentesco in raffinato marmo bianco ed un tempo alimentato dalle acque della Bolla.
Il chiostro è inoltre dominato da un torrino settecentesco con orologio decorato con un altorilievo raffigurante una Madonna con il Bambino. Dal punto di vista iconografico la scultura rimanda al modello "classico" della Madonna della Vallicella, tipica rappresentazione della Vergine con il Bambino in un cerchio fiammeggiante sorretto da angeli, riprodotto anche in un fregio metallico decorativo del pozzo.

## Chiostro grande

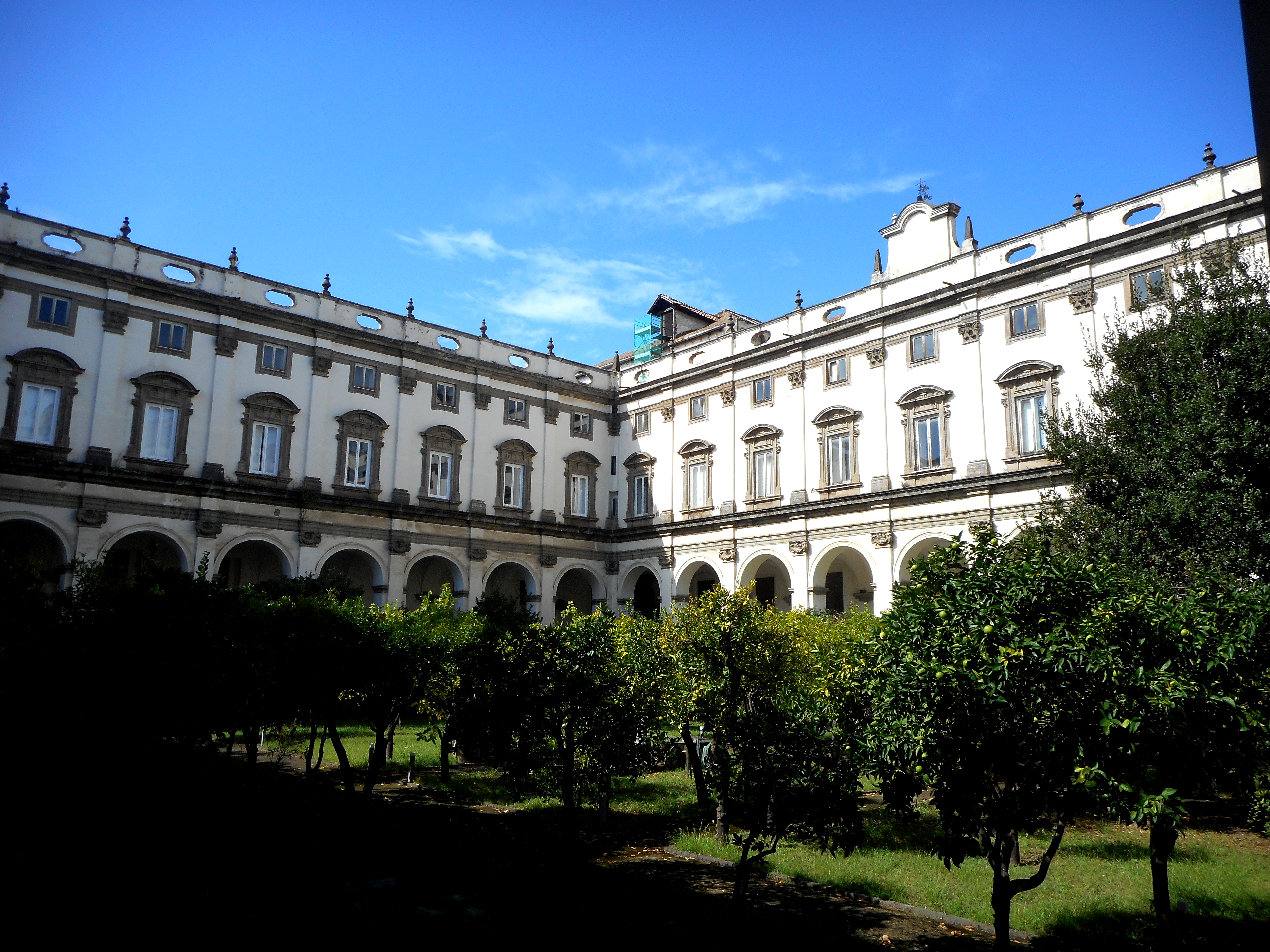
Il chiostro grande.

Una grande scala in piperno conduce al secondo chiostro, detto degli Aranci. Edificato negli anni trenta del XVII secolo su progetto di Dionisio Nencioni di Bartolomeo e Dionisio Lazzari, è più grande ed imponente del precedente e custodice la celebre oasi verde del complesso dei Girolamini.

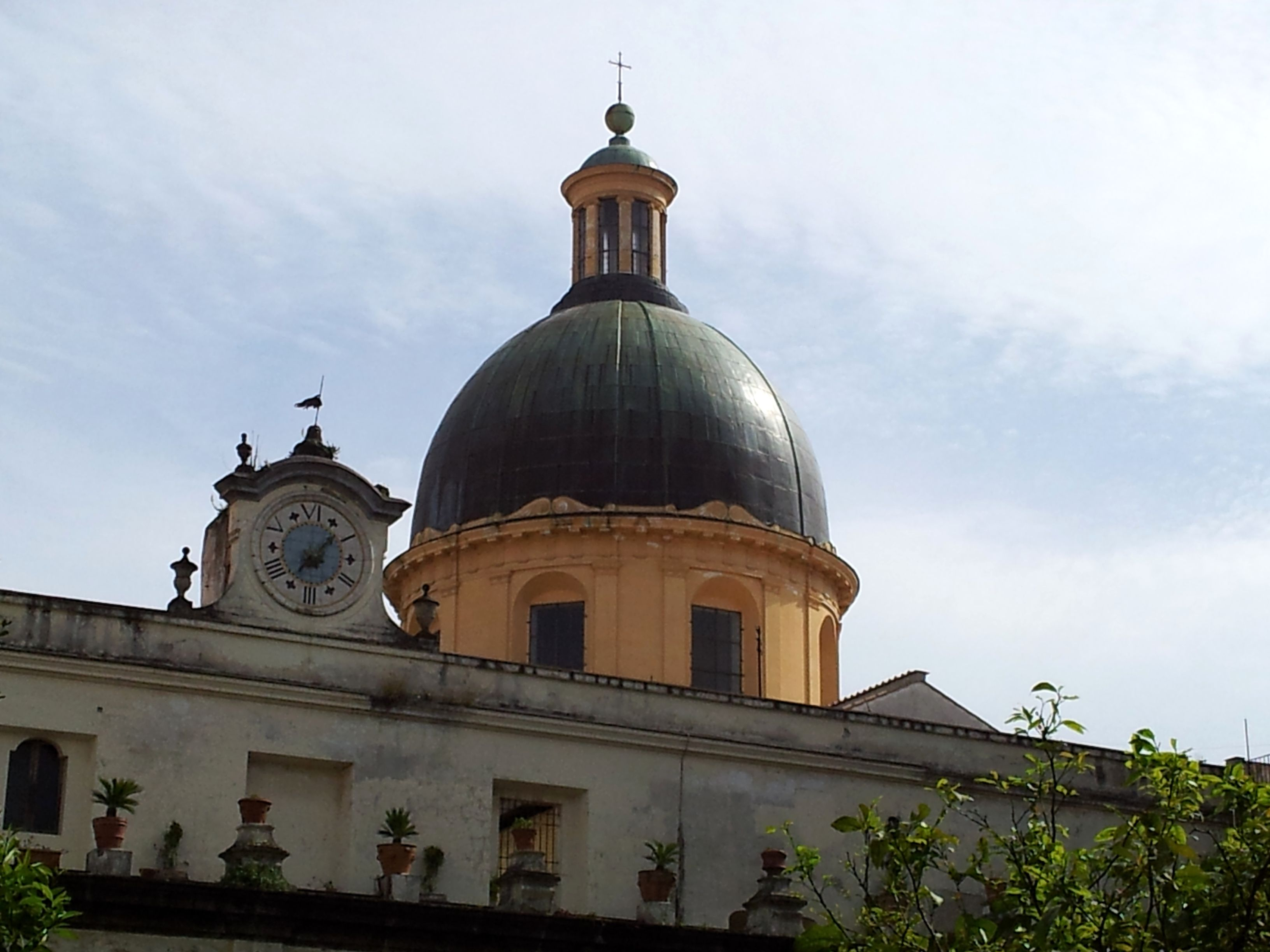
L'orologio con la cupola della chiesa dei Girolamini vista dal chiostro.

Le aiuole, che ospitano soprattutto alberi di agrumi, sono poste ad un livello inferiore rispetto a quello del portico a cui vi si accede con due scale con corrimano in ferro battuto poste sui lati lunghi del chiostro. I pilastri, otto da un lato e nove da un altro, circondano l'intero ambiente claustrale e sono decorati con lesene culminanti con un motivo con ghirlanda e mascheroni ispirato all'architettura toscana del Cinquecento. Anche le grandi finestre in corrispondenza delle arcate sono di derivazione toscana e illuminano gli ambienti del cosiddetto "corridoio dei monaci"; al di sopra e al di sotto si trovano le piccole finestre delle celle.
Sul lato che separa i due chiostri è collocato un orologio a sei ore con quadrante in maiolica. Sul lato che dà su vico Girolamini, un'imponente scala a chiocciola conduce agli ambienti superiori e ad un loggiato che affaccia sulla chiesa monumentale.
Dal chiostro è possibile raggiungere altre sale del convento dei Girolamini, tra queste la storica biblioteca monumentale e la quadreria.